# Vikidia
Vikidia（ヴィキディア）は、8-13歳の子供向けのオンライン百科事典である。MediaWikiを使っている。現在フランス語とスペイン語のバージョンがある。CC BY-SAおよびGFDLライセンスの下で公開されている。
VikidiaはAstimaysことMathias Damourによって、2006年11月14日に作られ、17日に公開された。
フランス、ベルギー、ケベック州のさまざまな学校で、カリキュラムに取り入れられている。